# Cellgrupp
Cellgrupp är en grupp människor, ofta inte fler än 12, som är knuten till en kyrka. Liknande grupper kan också kallas bönegrupp, förbönsgrupp, gemenskapsgrupp, hemgrupp, herdegrupp (som i kyrkan Holy Trinity Brompton i London), lifegroup, livsnära smågrupp, nära smågrupp, närgrupp, rotgrupp (i Frälsningsarmén), eller bara smågrupp.
När cellgruppen är en egen kyrka kallas den ofta för husförsamling.
Grundtanken är att gruppen ska vara ett komplement till den ibland mer opersonliga söndagsgudstjänsten och att man i gruppen ska kunna komma närmare varandra. I den lilla gruppen kan man vara mer personlig och man kan be och stötta varandra på ett mer nära sätt (och även ge varandra stöd i livets alla förhållanden inklusive praktisk omsorg). Grundidén kommer från Bibeln som ofta talar om hur de första kristna samlades i hemmen för att dela gemenskap, bön och undervisning, se exempelvis i Apostlagärningarna, kapitel 2, vers 42.
Själva namnet, "cellgrupp", pekar på att likt en cell som delas många gånger, så ska också gruppen kunna delas. Många församlingar har just cellgruppen som en central idé kring hur man ska bli fler och låta fler människor upptäcka Jesus, bli frälsta och vara en del av församlingen. När gruppen blir 12 personer, delas den helt enkelt och respektive ny grupp fortsätter att bjuda in vänner för att sedan kunna delas igen.